# Chhatrapur
Chhatrapur is een stad en “notified area” in het district Ganjam van de Indiase staat Odisha.

## Demografie
Volgens de Indiase volkstelling van 2001 wonen er 20.288 mensen in Chhatrapur, waarvan 51% mannelijk en 49% vrouwelijk is. De plaats heeft een alfabetiseringsgraad van 79%.